# Apostolski nuncij
Apostólski núncij (lat. nuntius apostolicus), tudi papeški nuncij ali samo nuncij, je osebni in stalni diplomatski predstavnik Svetega sedeža oz. papeža pri krajevni Katoliški cerkvi in državi, s katero ima Sveti sedež vzpostavljene regularne diplomatske odnose oz. sklenjen konkordat.
Izraz nuncij izhaja iz latinske besede nuntius, s pomenom glasnik, odposlanec.
Nuncij je po stopnji posvečenja škof in po naslovu praviloma nadškof, ki je lahko rezidentni ali nerezidentni.
V prvem primeru ima bivališče (Apostolsko nunciaturo) v državi, za katero je zadolžen, če svoje dolžnosti opravlja iz druge države, pa je nerezidentni.
Nuncija imenuje papež in nuncij predstavlja papeža osebno (in ne državo Vatikan), zato nuncij ni veleposlanik, hkrati pa ni član cerkvene hierarhije v državi gostiteljici (tj. ne vodi škofije ali nadškofije).

## Poslanstvo
Poslanstvo nuncija je v tem, da tesneje in učinkovitejše posreduje skrb papeža za dobro države in lokalne cerkve. V soglasju s škofi bdi 
nad poslanstvom Cerkve ter vzdržuje stike s cerkvenimi in civilnimi oblastmi ter verskimi skupnostmi.

## Diplomacija
Po Dunajski konvenciji iz leta 1961 ima nuncij v državi gostiteljici enak položaj kot drugi veleposlaniki akreditirani v tej državi. V katoliških državah ima apostolski nuncij še posebno častno vlogo med vsemi člani diplomatskega zbora - je doajen tj. vodja diplomatskega zbora.